# Bogislav I av Pommern
Bogislav I av Pommern, död 18 mars 1187, var hertig av Pommern 1156-1187.
Bogislav stred mot Danmark om herraväldet över Rügen på 1180-talet men besegrades av Absalon Hvide. Han var den förste pommerske fursten som blev tysk riksfurste.
Efter hans död delades styret i Pommern av sönerna Bogislav II och Kasimir I.